# Gary McGinnis
Gary McGinnis (Dundee, 21 ottobre 1963) è un ex calciatore scozzese, di ruolo difensore.

## Carriera

### Club
Vanta 11 presenze in Coppa UEFA.

### Nazionale
Ha giocato i Mondiali Under-20 del 1983.

## Palmarès

### Club

#### Competizioni nazionali
- Campionato scozzese: 2

Celtic Glasgow: 1980-1981
Dundee United: 1982-1983
- Scottish Championship: 1

St. Johnstone: 1989-1990